# Eurovisiedansfestival 2008
Het tweede Eurovisiedansfestival werd in 2008 in Glasgow gehouden. Hoewel Finland het eerste dansfestival had gewonnen, moest het land het festival niet organiseren, wat wel is bij het Eurovisiesongfestival. Polen won.

## Concept
Het concept was vrijwel hetzelfde als het jaar voordien. De show bestond uit twee rondes waarin veertien landen het tegen elkaar opnamen. Tijdens de eerste ronde moesten de dansparen een verplichte ballroomdans doen, waarna een vierkoppige vakjury punten gaf. Tijdens de tweede oefening moesten ze in een freestyledans het beste van zichzelf geven. Daarna werd er gestemd per telefoon en sms en volgde de puntenronde zoals bij het Eurovisiesongfestival. De jury gaf ook nog punten die varieerden van 48 punten tot 0 punten.

## Deelnemende landen
Er namen 14 landen deel, twee minder dan in 2007 (Azerbeidzjan debuteerde, maar Duitsland, Spanje en Zwitserland trokken zich terug). Het festival werd uitgezonden vanuit Glasgow en werd voor het tweede jaar op rij gepresenteerd door Graham Norton en Claudia Winkleman.

## Uitslag
| Plaats | Land                | Dansers                               | Stijl                                                      | Punten |
| ------ | ------------------- | ------------------------------------- | ---------------------------------------------------------- | ------ |
| 1      | Polen               | Edyta Herbuś & Marcin Mroczek         | Rumba, chachacha en jazz dance                             | 154    |
| 2      | Rusland             | Tatjana Navka & Aleksander Litvinenko | Chachacha, samba, rumba, paso doble en Russische volksdans | 121    |
| 3      | Oekraïne            | Lilija Podkopajeva & Sergej Kostetski | Jive, Oekraïense volksdans en rock-'n-roll                 | 119    |
| 4      | Litouwen            | Karina Krysko & Saulius Skambinas     | Rumba, chachacha en acrobatie                              | 110    |
| 5      | Azerbeidzjan        | Eldar Dzjafarov & Anna Sazjina        | Paso doble, rumba, tango en Azerbeidzjaanse volksdans      | 106    |
| 6      | Denemarken          | Patrick Spiegelberg & Katja Svensson  | Samba, tango, paso doble en jazz dance                     | 102    |
| 7      | Griekenland         | Jason Roditis & Tonja Kosovitsj       | Latijnse dans                                              | 72     |
| 8      | Portugal            | Raquel Tavares & João Tiago           | Rumba en tango                                             | 61     |
| 9      | Verenigd Koninkrijk | Louisa Lytton & Vincent Simone        | Paso doble, jive en tango                                  | 47     |
| 10     | Finland             | Maria Lund & Mikko Ahti               | Tango                                                      | 44     |
| 11     | Ierland             | Gavin Ó Fearraigh & Dearbhla Lennon   | Paso doble, rumba en tapdans                               | 40     |
| 12     | Zweden              | Danny Saucedo & Jeanette Carlsson     | Chachacha                                                  | 38     |
| 13     | Oostenrijk          | Dorian Steidl & Nicole Kuntner        | Slowfox en jive                                            | 29     |
| 14     | Nederland           | Thomas Berge & Roemjana de Haan       | Rumba en show dance                                        | 1      |

## Scorebord
| Deelnemers          | Jury | SE | AT | DK | AZ | IE | FI | NL | LT | GB | RU | GR | PT | PL | UA |
| ------------------- | ---- | -- | -- | -- | -- | -- | -- | -- | -- | -- | -- | -- | -- | -- | -- |
| Zweden              | 4    |    | 3  | 10 | 0  | 0  | 7  | 0  | 1  | 2  | 2  | 2  | 3  | 4  | 0  |
| Oostenrijk          | 0    | 0  |    | 3  | 2  | 1  | 3  | 0  | 4  | 5  | 4  | 5  | 1  | 0  | 1  |
| Denemarken          | 48   | 8  | 7  |    | 1  | 3  | 8  | 2  | 6  | 4  | 0  | 1  | 7  | 2  | 5  |
| Azerbeidzjan        | 28   | 5  | 8  | 0  |    | 7  | 1  | 4  | 12 | 1  | 10 | 6  | 4  | 12 | 8  |
| Ierland             | 0    | 0  | 0  | 4  | 6  |    | 2  | 0  | 5  | 8  | 7  | 0  | 0  | 6  | 2  |
| Finland             | 12   | 12 | 0  | 6  | 5  | 0  |    | 1  | 3  | 0  | 0  | 0  | 3  | 2  | 0  |
| Nederland           | 0    | 0  | 1  | 0  | 0  | 0  | 0  |    | 0  | 0  | 0  | 0  | 0  | 0  | 0  |
| Litouwen            | 32   | 7  | 0  | 7  | 4  | 10 | 6  | 5  |    | 10 | 5  | 4  | 5  | 8  | 7  |
| Verenigd Koninkrijk | 8    | 1  | 4  | 5  | 3  | 8  | 0  | 10 | 0  |    | 1  | 3  | 0  | 1  | 3  |
| Rusland             | 24   | 6  | 6  | 2  | 8  | 4  | 12 | 8  | 10 | 0  |    | 12 | 10 | 7  | 12 |
| Griekenland         | 40   | 4  | 2  | 0  | 0  | 2  | 5  | 3  | 0  | 3  | 3  |    | 6  | 0  | 4  |
| Portugal            | 0    | 3  | 5  | 1  | 7  | 6  | 0  | 6  | 2  | 7  | 6  | 7  |    | 5  | 6  |
| Polen               | 20   | 10 | 12 | 12 | 10 | 12 | 10 | 12 | 8  | 12 | 8  | 10 | 8  |    | 10 |
| Oekraïne            | 16   | 2  | 10 | 8  | 12 | 5  | 4  | 7  | 7  | 6  | 12 | 8  | 12 | 10 |    |

## Debuterende landen

Deelnemende landen
Landen die in het verleden deelgenomen hebben

- Azerbeidzjan

## Teruggetrokken landen
- Duitsland
- Spanje
- Zwitserland